# Serixia aurescens
Serixia aurescens là một loài bọ cánh cứng trong họ Cerambycidae.